# Remonstrantie van Vlissingen

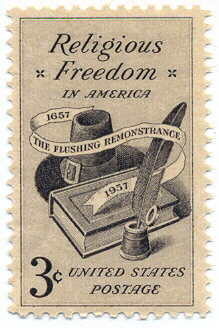
Remonstrantie van Vlissingen (Flushing Remonstrance) op een Amerikaanse postzegel

De Remonstrantie van Vlissingen (Engels: Flushing Remonstrance) is een bezwaarschrift waarin enkele tientallen inwoners van het plaatsje Vlissingen in de kolonie Nieuw-Nederland gouverneur Peter Stuyvesant in 1657 opriepen tot het verlenen van religieuze vrijheid aan Quakers. Het document wordt door sommigen gezien als een voorloper van de Amerikaanse Bill of Rights.

## Voorgeschiedenis
Stuyvesant trad hard op tegen Quakers, die de naam hadden voor trammelant te zorgen. Hij erkende alleen de Hervormde Kerk, de officiële kerk van de Republiek. In 1657 was een schip vol met Quaker-zendelingen uit Engeland aangekomen in Long Island. Een van hen, Robert Hodgson, trok grote menigten aan bij zijn preken. Stuyvesant liet hem arresteren en geselen. Ook verbood hij het bieden van onderdak aan bijeenkomsten van Quakers.

## Het bezwaarschrift
Zo'n dertig Engelse inwoners van de nederzetting Vlissingen, zelf geen Quakers, vonden dat Stuyvesant te ver ging en stelden een remonstrantie op, de naam die in die tijd voor bezwaarschriften werd gebruikt. Ze waren op 27 december 1657 bijeengeroepen door Edward Heart, klerk bij het stadsbestuur van Vlissingen, die het schrijfwerk verrichtte.
In het bezwaarschrift werd Stuyvesant gevraagd terug te komen op zijn vergaderverbod voor Quakers. Daarbij werd een beroep gedaan op het charter van toenmalig gouverneur Willem Kieft waarmee Vlissingen in 1645 was gesticht, en waarin religieuze vrijheid gewaarborgd was. Verder werden eenvoudige principes aangehaald:
- niet oordelen over andermans geloof: Wee desire therefore in this case not to judge least we be judged, neither to condemn least we be condemned, but rather let every man stand or fall to his own Master. (We wensen daarom in dit geval niet te oordelen opdat niet over ons geoordeeld wordt, noch te veroordelen opdat wij niet veroordeeld worden, maar dat elke man moet staan of vallen voor zijn eigen Meester.)
- doe een ander niet wat ge niet wilt dat u geschiedt: [..] desiring to doe unto all men as we desire all men should doe unto us, which is the true law both of Church and State;[..] ([..] wensend eenieder te behandelen zoals eenieder ons zou moeten behandelen).

Stuyvesant liet na het lezen van de remonstrantie Heart en drie andere ondertekenaars arresteren, allen bestuurders van Vlissingen. Twee van hen toonden meteen berouw en werden vrijgelaten; Heart en een ander werden op water en brood gezet. Het voltallige bestuur van Vlissingen werd vervangen door Stuyvesant-gezinden. De oudere Heart werd vrijgelaten nadat zijn familie bij Stuyvesant had gevraagd om mildheid in verband met zijn leeftijd; wel werd hij uit de kolonie verbannen. De vierde gevangene werd vrijgelaten nadat ook hij zei berouw te hebben.

## Vervolg
Ondanks het verbod bleven de Quakers op Long Island bijeenkomen. John Bowne werd in 1662 door Stuyvesant verbannen omdat hij in zijn huis een ontmoeting van Quakers had georganiseerd. Hij werd op een schip gezet met bestemming Nederland. Bowne slaagde erin zijn zaak in 1663 onder de aandacht te brengen van de bestuurders van de West-Indische Compagnie en wees net als de opstellers van de remonstrantie op het charter van Kieft. De WIC kon daar niet omheen en gelastte in een brief Stuyvesant iedereen het recht te geven op zijn eigen religie en vervolging van andersdenkenden te staken.
Een jaar later viel de kolonie in handen van de Engelsen. Ook zij lieten de Quakers toe bijeen te komen.
De originele remonstrantie is verloren gegaan. In het archief van de staat New York bevindt zich een afschrift dat nog in 1657 werd gemaakt.